# Apple Filing Protocol
AFP (англ. Apple Filing Protocol, «AppleShare», часть подсистемы Apple File Service, AFS) — сетевой протокол представительского и прикладного уровней сетевой модели OSI, предоставляющий доступ к файлам в Mac OS X. Он поддерживает Юникод-совместимые имена файлов, ограничения файлов POSIX и ACL, расширенную блокировку файлов. До Mac OS 9 протокол был основным протоколом передачи файлов под Mac OS.
Сторонние реализации протокола AFP (AFS) доступны для операционных систем Windows, Novell NetWare, Linux и FreeNAS.
Начиная с OS X версии 10.9 «Mavericks» (2013 год), Apple использует SMB2 вместо AFP в качестве основного протокола удалённого доступа к файлам. Начиная с macOS 11.0 Big Sur, Apple больше не поддерживает серверы AFP.

## История
Ранние версии сервера AFP были доступны в Mac OS начиная с версии System 6 в AppleShare и AppleShare IP, также в Mac OS X Server 1.x. В клиентских ОС AFP называется «Personal File Sharing» и поддерживает до десяти подключений. Эта AFP-реализация опирается на протокол версии 1.х или 2.х. AppleShare IP-5.х, 6.х, а релиз Mac OS X Server «1.x» представил протокол версии 2.2. Это была первая версия, которая предоставляла транспортные связи по стеку протоколов TCP/IP, также увеличен максимальный размер «расшаренных» файлов с 2 ГиБ до 4 ТиБ, но максимальный размер файла, который может храниться, остался равным 2 ГиБ в связи с ограничением в Mac OS.

Изменения, внесённые в AFP начиная с версии 3.0, представляют собой значительный прогресс в протоколе, предоставляя функции, разработанные специально для клиентов Mac OS X.
AFP 3.1 был введён в Mac OS X Server версии 10.2. Включена поддержка аутентификации Kerberos и безопасные соединения AFP через Secure Shell (SSH). Максимальный размер «расшаренных файлов» и размер файла увеличен до 8 ТиБ начиная с Mac OS X Server 10.2, а затем до 16 ТиБ в Mac OS X Server 10.3.
AFP 3.2 добавлена поддержка списков контроля доступа и расширенные атрибуты в Mac OS X Server 10.4. Максимальный размер «расшаренных» файлов составляет не менее 16 ТиБ, хотя компания Apple не сообщала о пределах в Mac OS X Server 10.4. Также AFP 3.2 была введена в Mac OS X Leopard и исправлена поддержка Time Machine (синхронизация, методы защиты информации и уведомления в режиме сна).

AFP 3.3 добавленная поддержка воспроизведения кэш (требуется для Time Machine).
Дальнейшие обновления AFP протокола описаны в документации разработчика.

## Совместимость
AFP версий 3 и более поздние используют исключительно TCP/IP (номера портов 548 или 427) для передачи данных и поддерживают AppleTalk только в качестве протокола обнаружения. Версии AFP 2.x поддерживают работу как через TCP/IP (используя Data Stream Interface) так и через AppleTalk. Более ранние версии протокола могут использовать только AppleTalk.